# Torinska ljestvica
Torinska ljestvica je ljestvica koja izražava vjerojatnost udara asteroida ili kometa u Zemlju. Ljestvica rabi cijele brojeve od 0 do 10 i boje. Vrijednost 0 označava zanemarivo malu vjerojatnost sudara, dok 10 označava najveću vjerojatnost.

## Povijest
Torinsku ljestvicu definirao je profesor Richard P. Binzel s Odsjeka za Zemlju, atmosferske i planetarne znanosti pri MIT-u. Prva inačica ljestvice objavljena je na sjednici UN-a 1995. godine.

## Trenutačna Torinska ljestvica
Torinska ljestvica rabi sljedeće boje: bijela, zelena, žuta, narančasta, crvena. Svaka boja ima svoje značenje:
| Nema opasnosti (bijela boja)              | Nema opasnosti (bijela boja) |
| ----------------------------------------- | --- |
| 0.                                        | Vjerojatnost sudara je nula, ili je vjerojatnost tako niska da se izjednačuje s nulom. Također se odnosi na male predmete kao što su meteori i tijela koja sagore prilikom ulaska u atmosferu, kao i rijetke meteorite koji jako rijetko uzrokuju ikakvu štetu. |
| Normalno stanje (zelena boja)             | |
| 1.                                        | Rutinsko otkriće u kojem je otkriven prolazak objekta blizu Zemlje za koji se pretpostavlja da ne predstavlja posebnu razinu opasnosti. Trenutni proračuni pokazuju mogućnost sudara kao vrlo malu vjerojatno bez razloga za pažnju javnosti odnosno javni interes. Nova teleskopska zapažanja vrlo vjerojatno će dovesti do određivanja vjerojatnosti 0 na ovoj ljestvici.     |
| Zaslužuju pozornost astronoma (žuta boja) | |
| 2.                                        | Otkriće koje bi moglo postati rutinsko nakon dodatnih istraživanja objekta, što će nešto bliže, ali ništa značajno bliže proći kraj Zemlje. Dok zaslužuje pažnju astronoma, nema razloga za pažnju javnosti ili javni interes jer je stvarni sudar vrlo malo vjerojatan. Nova teleskopska opažanja vrlo vjerojatno će dovesti do određivanja vjerojatnosti 0 na ovoj ljestvici. |
| 3.                                        | Bliski susret, zaslužuje pozornost astronoma. Trenutni izračun iskazuje 1 % ili veće šanse za sudar koji bi uzrokovao lokaliziranu štetu. Najvjerojatnije, nova teleskopska promatranja će dovesti do određivanja vjerojatnosti 0 na ovoj ljestvici. Pozornost javnosti je opravdana ako je susret manje od deset godina daleko.                                                |
| 4.                                        | Bliski susret, zaslužuju pozornost astronoma. Trenutni izračun iskazuje 1 % ili veće šanse za sudar koji bi uzrokovao regionalnu štetu. Najvjerojatnije, nova teleskopska promatranja će dovesti do određivanja vjerojatnosti 0 na ovoj ljestvici. Pozornost javnosti je opravdana, ako je susret manje od deset godina daleko.                                                 |
| Prijeteća opasnost (narančasta boja)      | |
| 5.                                        | Bliski susret predstavlja ozbiljnu, ali još uvijek neizvjesnu prijetnju regionalnog razaranja. Kritična pozornost astronoma je potrebna kako bi se utvrdilo da li je izvjesno da će se dogoditi sudar. Ako je susret manje od deset godina daleko, aktivnosti državnih uprava glede mogućih sudara su opravdana.                                                                |
| 6.                                        | Bliski susret s velikim objektom predstavlja ozbiljnu, ali još uvijek neizvjesnu prijetnju globalne katastrofe. Kritična pozornost astronoma je potrebna kako bi se utvrdilo da li je izvjesno da će se dogoditi sudar. Ako je susret manje od tri desetljeća daleko, aktivnosti državnih uprava glede mogućih sudara su opravdana.                                             |
| 7.                                        | Vrlo bliski susret s velikim objektom, ako se događa u manje od 100 godina predstavlja opasnost bez presedana, ali također još uvijek neizvjesnu prijetnju globalne katastrofe. Za takvu prijetnju u ovom stoljeću međunarodno planiranje nepredviđenih okolnosti je opravdano, posebice kako bi se utvrdila hitnost i sa sigurnošću se utvrdila izvjesnost sudara.             |
| Siguran sudar (crvena boja)               | |
| 8.                                        | Sudar je siguran, u stanju izazvati lokalizirano uništenje nad zemljištem ili možebitni tsunami ako se dogodi u blizini obale. Takvi događaji se javljaju u prosjeku između jednom po 50 godina i jednom u nekoliko tisuća godina. |
| 9.                                        | Sudar je siguran, u stanju izazvati regionalno uništenje bez presedana nad zemljištem ili prijeti velikim tsunamijem, ako se dogodi u oceanu. Takvi događaji se javljaju u prosjeku između jednom u 10.000 godina i jednom u 100.000 godina. |
| 10.                                       | Sudar je siguran, u stanju izazvati katastrofu globalnih klimatskih razmjera koja može ugroziti budućnost civilizacije kakvu poznajemo, bez obzira objekt udario u kopno ili more. Takvi događaji se javljaju u prosjeku jednom u 100.000 godina ili rjeđe. |